# Список ролей Скарлетт Йоганссон

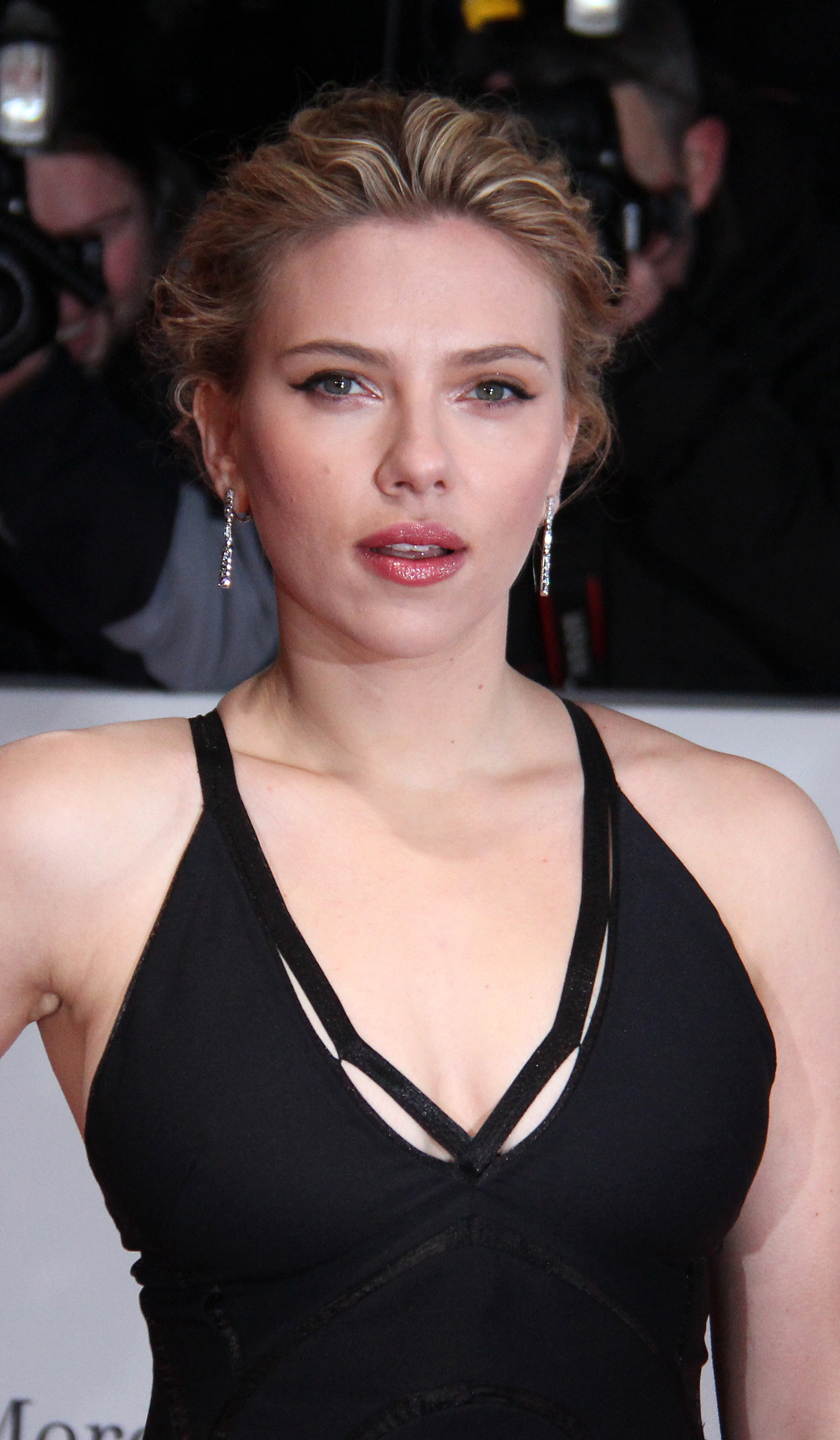
Йоганссон на церемонії вручення премії Goldene Kamera в Берліні (2012)

Скарлетт Йоганссон — американська акторка, яка за свою професійну кар'єру знялася у понад 60 фільмах, а також мала низку ролей у телесеріалах і п'єсах. Її професійний дебют стався у комедійній драмі «Норт» (1994), а її першою головною роллю була дівчинка Менні у фільмі «Злодюжки» (1996), за яку вона номінувалася на премію «Незалежний дух» за найкращу жіночу роль. Пізніше акторка зіграла одну з головних ролей у драмі Роберта Редфорда «Заклинач коней» (1998), а також разом із Торою Берч знялася в чорній комедії «Світ примар» (2001). Два роки по тому у фільмі Софії Копполи «Труднощі перекладу» Йоганссон зіграла молоду випускницю колледжу, що в Японії знайомиться з літнім американським актором (Білл Мюррей), а також виконала роль служниці голландського художника Яна Вермера (Колін Ферт) у фільмі «Дівчина з перлинною сережкою». Завдяки обом стрічкам акторка стала номінанткою на 61-й церемонії «Золотий глобус» і 57-й церемонії BAFTA, зрештою отримавши премію BAFTA за найкращу жіночу роль за першу стрічку.
Через два роки Йоганссон зіграла в психологічному трилері Вуді Аллена «Матч-пойнт», за який вона отримала номінацію на «Золотий глобус» за найкращу жіночу роль другого плану. 2006 року акторка опинилася в «Престижі» Крістофера Нолана, а також у наступному фільмі Аллена «Сенсація». Того ж року вона вперше постала в ролі ведучої вечірнього телешоу Saturday Night Live, яке станом на 2025 рік загалом вела сім раз. Через два роки Йоганссон разом із Хав'єром Бардемом і Пенелопою Крус зіграла в комедійній драмі Аллена «Вікі Крістіна Барселона», а також втілила Марію Болейн, сестру королеви Англії Анни (Наталі Портман), в історичній драмі «Ще одна з роду Болейн». 2010 року за свій дебютний виступ на Бродвеї в оновленій п'єсі Артура Міллера «Вид з мосту» вона отримала премію «Тоні» за найкращу жіночу роль другого плану.
У фільмі «Залізна людина 2» (2010), знятому на основі коміксів Marvel, Йоганссон вперше зіграла супергероїню на прізвисько Чорна вдова. Пізніше акторка ще повернеться до своєї ролі в стрічках «Месники» (2012), «Перший месник: Друга війна» (2014), «Месники: Ера Альтрона» (2015), «Перший месник: Протистояння» (2016), «Месники: Війна нескінченності» (2018), «Месники: Завершення» (2019), востаннє втіливши персонажа в сольному фільмі «Чорна вдова» (2021). 2013 року Йоганссон виконала головну роль у бродвейській п'єсі Теннессі Вільямса «Кішка на розпеченому даху», а також озвучила віртуального помічника Саманту у фільмі Спайка Джонза «Вона». 2019 року акторка разом із Адамом Драйвером зіграла в комедійній драмі Ноа Баумбака «Шлюбна історія», а також виконала одну з головних ролей у чорній комедії Тайки Вайтіті «Кролик Джоджо». За обидва фільми вона відповідно отримала свої перші номінації на премію «Оскар» за найкращу жіночу роль і найкращу жіночу роль другого плану.
Окрім ігрових ролей, акторка озвучила низку персонажів в анімаційних стрічках, зокрема принцесу Мінді в мультфільмі «Губка Боб Квадратні Штани» (2004) та дикобраза Еш у мюзиклах «Співай» (2016) і «Співай 2» (2021). 2025 року на Каннському кінофестивалі відбулася прем'єра дебютної повнометражної режисерської роботи Йоганссон під назвою «Елеонора Велика».

## Кіно

### Акторські роботи
| Рік  | Українська назва                   | Оригінальна назва                   | Роль                                 | Пос.          |
| ---- | ---------------------------------- | ----------------------------------- | ------------------------------------ | ------------- |
| 1994 | Норт                               | North                               | Лора Нельсон                         | [ 10 ] [ 11 ] |
| 1995 | Справедливий суд                   | Just Cause                          | Кеті Армстронг                       | [ 12 ] [ 13 ] |
| 1996 | Якщо Люсі впаде                    | If Lucy Fell                        | Емілі                                | [ 14 ] [ 15 ] |
| 1996 | Злодюжки                           | Manny & Lo                          | Аманда (Менні)                       | [ 16 ] [ 17 ] |
| 1997 | Осінь                              | Fall                                | дівчинка                             | [ 18 ] [ 19 ] |
| 1997 | Сам удома 3                        | Home Alone 3                        | Моллі Прюїтт                         | [ 20 ] [ 19 ] |
| 1998 | Заклинач коней                     | The Horse Whisperer                 | Грейс Маклін                         | [ 21 ]        |
| 1999 | Мій братик Бейб                    | My Brother the Pig                  | Кеті Колдвелл                        | [ 22 ] [ 23 ] |
| 2001 | Людина, якої не було               | The Man Who Wasn't There            | Берді Абундас                        | [ 24 ] [ 25 ] |
| 2001 | Світ примар                        | Ghost World                         | Ребекка                              | [ 26 ]        |
| 2001 | Американська рапсодія              | An American Rhapsody                | Сюзанна (15 років)                   | [ 27 ] [ 28 ] |
| 2002 | Атака павуків                      | Eight Legged Freaks                 | Ешлі Паркер                          | [ 29 ]        |
| 2003 | Труднощі перекладу                 | Lost in Translation                 | Шарлотта                             | [ 30 ]        |
| 2003 | Дівчина з перлинною сережкою       | Girl with a Pearl Earring           | Гріт                                 | [ 31 ]        |
| 2004 | Вищий бал                          | The Perfect Score                   | Франческа                            | [ 32 ]        |
| 2004 | Любовна лихоманка                  | A Love Song for Bobby Long          | Пурсі Вілл                           | [ 33 ]        |
| 2004 | Гарна жінка                        | A Good Woman                        | Мег Віндермір                        | [ 34 ]        |
| 2004 | Губка Боб Квадратні Штани          | The SpongeBob SquarePants Movie     | Принцеса Мінді                       | [ 35 ] [ 36 ] |
| 2004 | Крута компанія                     | In Good Company                     | Алекс Форман                         | [ 37 ] [ 38 ] |
| 2005 | Матч-пойнт                         | Match Point                         | Нола Райс                            | [ 39 ]        |
| 2005 | Острів                             | The Island                          | Джордан Два-Дельта / Сара Джордан    | [ 40 ]        |
| 2006 | Сенсація                           | Scoop                               | Сондра Пранскі                       | [ 41 ]        |
| 2006 | Чорна орхідея                      | The Black Dahlia                    | Кей Лейк                             | [ 42 ]        |
| 2006 | Престиж                            | The Prestige                        | Олівія Венском                       | [ 43 ]        |
| 2007 | Щоденники няні                     | The Nanny Diaries                   | Енні Бреддок                         | [ 44 ]        |
| 2008 | Ще одна з роду Болейн              | The Other Boleyn Girl               | Марія Болейн                         | [ 45 ]        |
| 2008 | Вікі Крістіна Барселона            | Vicky Cristina Barcelona            | Крістіна                             | [ 46 ]        |
| 2008 | Месник                             | The Spirit                          | Шовкова Нитка                        | [ 47 ]        |
| 2009 | Обіцяти — ще не одружитись         | He's Just Not That Into You         | Анна                                 | [ 48 ]        |
| 2010 | Залізна людина 2                   | Iron Man 2                          | Наталі Рашман / Наташа Романова      | [ 49 ] [ 50 ] |
| 2011 | Ми купили зоопарк                  | We Bought a Zoo                     | Келлі Фостер                         | [ 51 ]        |
| 2012 | Месники                            | The Avengers                        | Наташа Романова / Чорна вдова        | [ 52 ]        |
| 2012 | Хічкок                             | Hitchcock                           | Джанет Лі                            | [ 53 ]        |
| 2013 | Пристрасті Дон Жуана               | Don Jon                             | Барбара Шугерман                     | [ 54 ]        |
| 2013 | Опинись у моїй шкірі               | Under the Skin                      | Лора                                 | [ 55 ] [ 56 ] |
| 2013 | Вона                               | Her                                 | Саманта                              | [ 57 ]        |
| 2014 | Повар на колесах                   | Chef                                | Моллі                                | [ 58 ]        |
| 2014 | Люсі                               | Lucy                                | Люсі                                 | [ 59 ]        |
| 2014 | Перший месник: Друга війна         | Captain America: The Winter Soldier | Наташа Романова / Чорна вдова        | [ 60 ]        |
| 2015 | Месники: Ера Альтрона              | Avengers: Age of Ultron             | Наташа Романова / Чорна вдова        | [ 61 ] [ 62 ] |
| 2016 | Перший месник: Протистояння        | Captain America: Civil War          | Наташа Романова / Чорна вдова        | [ 63 ]        |
| 2016 | Аве, Цезар!                        | Hail, Caesar!                       | Діанна Моран                         | [ 64 ]        |
| 2016 | Книга джунглів                     | The Jungle Book                     | Kaa                                  | [ 65 ]        |
| 2016 | Співай                             | Sing                                | Еш                                   | [ 66 ]        |
| 2017 | Привид у броні                     | Ghost in the Shell                  | Майор Міра Кілліан / Мотоко Кусанаґі | [ 67 ]        |
| 2017 | Розваги дорослих дівчат            | Rough Night                         | Джесс Таєр                           | [ 68 ]        |
| 2017 | Тор: Раґнарок                      | Thor: Ragnarok                      | Наташа Романова / Чорна вдова        | [ 69 ]        |
| 2018 | Острів собак                       | Isle of Dogs                        | Кориця                               | [ 70 ]        |
| 2018 | Месники: Війна нескінченності      | Avengers: Infinity War              | Наташа Романова / Чорна вдова        | [ 71 ]        |
| 2019 | Капітан Марвел                     | Captain Marvel                      | Наташа Романова / Чорна вдова        | [ 72 ]        |
| 2019 | Месники: Завершення                | Avengers: Endgame                   | Наташа Романова / Чорна вдова        | [ 73 ]        |
| 2019 | Шлюбна історія                     | Marriage Story                      | Ніколь Барбер                        | [ 74 ]        |
| 2019 | Кролик Джоджо                      | Jojo Rabbit                         | Розі Бецлер                          | [ 75 ]        |
| 2021 | Чорна вдова                        | Black Widow                         | Наташа Романова / Чорна вдова        | [ 76 ]        |
| 2021 | Співай 2                           | Sing 2                              | Еш                                   | [ 77 ]        |
| 2023 | Астероїд-Сіті                      | Asteroid City                       | Мідж Кемпбелл                        | [ 78 ] [ 79 ] |
| 2023 | Весілля моєї мами                  | My Mother's Wedding                 | Кетрін                               | [ 80 ] [ 81 ] |
| 2024 | Забери мене на місяць              | Fly Me to the Moon                  | Келлі Джонс                          | [ 82 ] [ 83 ] |
| 2024 | Трансформери: Початок              | Transformers One                    | Еліта-1                              | [ 84 ] [ 85 ] |
| 2025 | Фінікійська схема                  | The Phoenician Scheme               | Кузина Хільда Сассмен-Корда          | [ 86 ] [ 87 ] |
| 2025 | Світ Юрського періоду: Відродження | Jurassic World Rebirth              | Зора Беннетт                         | [ 88 ] [ 89 ] |

| † | Фільми, які ще не вийшли |

### Окрім акторства
| Рік  | Українська назва      | Оригінальна назва    | Примітки                                       | Пос.          |
| ---- | --------------------- | -------------------- | ---------------------------------------------- | ------------- |
| 2009 | Ці мандрівні черевики | These Vagabond Shoes | Як режисер і сценарист; короткометражний фільм | [ 90 ] [ 91 ] |
| 2011 | Кит                   | The Whale            | Як виконавчий продюсер; документальний фільм   | [ 92 ]        |
| 2025 | Елеонора Велика       | Eleanor the Great    | Як режисер і продюсер                          | [ 9 ]         |

## Телебачення
| Роки      | Назва                             | Роль                      | Примітки                         | Посилання            |
| --------- | --------------------------------- | ------------------------- | -------------------------------- | -------------------- |
| 1994      | Пізня ніч із Конаном О'Браєном    | Сара Г'юз                 | 1 епізод (не зазначена в титрах) | [ 93 ] [ 94 ] [ 95 ] |
| 1995      | Клієнт                            | Дженна Голлівелл          | 1 епізод                         | [ 96 ] [ 97 ]        |
| 2004      | Антураж                           | у ролі себе               | 1 епізод (камео)                 | [ 98 ] [ 99 ]        |
| 2005–2006 | Робоцип                           | різні персонажі           | 6 епізодів                       | [ 100 ] [ 101 ]      |
| 2006–2024 | Суботнього вечора в прямому ефірі | ведуча та різні персонажі | 14 епізодів (ведуча 7 епізодів)  | [ 4 ] [ 102 ]        |
| 2014      | HitRecord на ТБ                   | Олівія                    | Короткометражний мультфільм      | [ 103 ] [ 104 ]      |
| 2021      | Marvel Studios: Загальний збір    | у ролі себе               | 1 епізод                         | [ 105 ]              |

## Театр
| Рік  | Назва                     | Роль       | Місце                            | Період                | Пос.            |
| ---- | ------------------------- | ---------- | -------------------------------- | --------------------- | --------------- |
| 2010 | Вид з мосту               | Кетрін     | Театр «Корт» (Бродвей)           | 24 січня — 4 квітня   | [ 106 ] [ 107 ] |
| 2013 | Кішка на розпеченому даху | Маргарет   | Театр «Річард Роджерс» (Бродвей) | 17 січня — 30 березня | [ 108 ] [ 109 ] |
| 2017 | Наше містечко             | Емілі Вебб | Кінотеатр «Фокс» (Атланта)       | 6 листопада           | [ 110 ] [ 111 ] |

## Відеоігри
| Рік  | Назва                           | Роль           | Примітки                 | Пос.    |
| ---- | ------------------------------- | -------------- | ------------------------ | ------- |
| 2004 | The SpongeBob SquarePants Movie | Принцеса Мінді | Версії для консолей і ПК | [ 112 ] |

## Музичні кліпи
| Рік  | Назва пісні                      | Виконавець                    | Примітки                                                    | Пос.    |
| ---- | -------------------------------- | ----------------------------- | ----------------------------------------------------------- | ------- |
| 2003 | Girl with a Pearl                | Труман                        | Частина промокампанії фільму «Дівчина з перлинною сережкою» | [ 113 ] |
| 2006 | When the Deal Goes Down          | Боб Ділан                     | Знято Беннеттом Міллером                                    | [ 114 ] |
| 2007 | What Goes Around... Comes Around | Джастін Тімберлейк            | Знято Семюелом Баєром                                       | [ 115 ] |
| 2008 | Yes We Can                       | will.i.am                     | Знято Джессі Діланом                                        | [ 116 ] |
| 2008 | Falling Down                     | Скарлетт Йоганссон            |                                                             | [ 117 ] |
| 2009 | Relator                          | Піт Йорн і Скарлетт Йоганссон |                                                             | [ 118 ] |
| 2012 | Hurry Hurry                      | Джессі Бейлін                 | Лише як режисер                                             | [ 119 ] |
| 2018 | Bad Dreams                       | Піт Йорн і Скарлетт Йоганссон | Знято Софі Мюллер                                           | [ 120 ] |

## Виноски
1. 1 2 3 4 5 6 7 8 9  Озвучування
2. ↑  Камео; архівні матеріали з фільму «Месники: Ера Альтрона»
3. ↑  Сцена після титрів
4. ↑  Також як виконавчий продюсер
5. ↑  Також як продюсер
6. ↑  Одноразовий благодійний захід, організований за ініціативи акторки заради збору коштів для постраждалих від урагану Марія
7. ↑  Неофіційна частина президентської кампанії Барака Обами 2008 року